# EToro
eToro е израелска мултинационална компания за социална търговия и инвестиране на множество активи, която се фокусира върху предоставянето на финансови услуги и услуги за копиране на успешни трейдове.
Компанията предлага търговия на множество пазари, включително валути, фондови индекси, акции и криптовалути чрез своята платформа за търговия и мобилно приложение. Централата ѝ се намира в Централен Израел, като компанията има регистрирани офиси в Кипър, Великобритания, САЩ и Австралия.
През януари 2022 г. стойността на компанията е оценена на 8,8 милиарда долара.

## История
eToro е основана като RetailFX през 2007 г. в Тел Авив от братята Йони Асия и Ронен Асия с Дейвид Ринг. През 2010 г. eToro пуска платформата за социални инвестиции eToro OpenBook, заедно със своята функция „CopyTrading“ (Копиране на позиции). Платформата за търговия eToro позволява на инвеститорите автоматично да преглеждат, следват и копират най-добрите търговци на мрежата. По-късно същата година компанията пуска първото си приложение за Android, така че инвеститорите да могат да купуват и продават финансови инструменти през мобилни устройства.
Между 2007 и 2013 г. компанията набира 31,5 милиона долара в четири кръга на финансиране. През декември 2014 г. eToro набира 27 милиона долара от руски и китайски инвеститори. През декември 2017 г. eToro и CoinDash стават партньори за разработване на социална търговия, базирана на блокчейн. През 2018 г. eToro набира още 100 милиона долара в кръг за частно финансиране.
Като цяло повече от 162 милиона долара са инвестирани в eToro от инвестиционни компании, като Spark Capital, SBI Holdings, немската CommerzVentures, китайската банка Ping An Insurance, Sberbank, Korea Investment Partners, фокусираната върху технологиите BRM Group, и China Minsheng Financial Holdings.
През 2013 г. фирмата въведе способността да инвестира в акции и CFD, заедно със стоки и валути, с първоначално предлагане от 110 борсови продукта, които по-късно нараснаха до 2705 продукта.
През май 2018 г. той навлезе на американския пазар, предлагайки 10 криптовалути: Bitcoin, Ethereum, Litecoin, XRP, Dash, Bitcoin Cash, Stellar, Ethereum Classic, NEO и EOS.
През ноември 2018 г. eToro обяви стартирането на GoodDollar, проект с нестопанска цел и отворен код, целящ да намали неравенството в световното богатство чрез безусловен базов доход (ББД), използвайки технологията DeFi на блокчейн. Проектът е стартиран от изпълнителния директор Йони Асия на Web Summit 2018 с 1 милион долара финансиране от компанията.
През март 2019 г. eToro придобива датската блокчейн компания Firmo за неразкрита сума.
През септември 2019 г. eToro представя Lira – нов език за програмиране с отворен код за финансови договори. През октомври 2019 г. компанията пуска крипто портфолио, базирано на настроения, използващо изкуствен интелект, за да оцени текущите положителни или отрицателни впечатления на Twitter от цифровите активи. През ноември 2019 г. фирмата придобива Delta, компания за приложения за проследяване на крипто портфолио, базирана в Белгия.
През 2020 г. компанията придобива Marq Millions, британското подразделение за електронни пари, което след това е преименувано на eToro Money. Компанията също така получава основно членство във Visa и лиценз за институция за електронни пари (EMI) от Financial Conduct Authority. През декември 2021 г. компанията пуска дебитна карта eToro Money за жители на Обединеното кралство, която включва издаване на дебитна карта VISA на потребителите.
През март 2021 г. eToro обявява, че планира да стане публична компания чрез сливане през SPAC за 10,4 милиарда долара.

## Регулаторен контрол
Дейностите на eToro се регулират от CySEC в ЕС, FCA във Великобритания, FinCEN в САЩ и ASIC в Австралия.

## Операции
Основните офиси на eToro се намират в Лимасол (Кипър), Лондон (Великобритания) и Тел Авив (Израел), заедно с регионалните офиси в Сидни (Австралия), Хобокен, Ню Джърси (САЩ), Хонконг и Пекин (Китай).
eToro предлага CFD за скъпоценни метали, суровини и енергоносители, включително за нефт сорт WTI, Brent и природен газ. На фондовите индекси, които се обхващат от eToro, CFD включват S&P 500, NSDQ 100 и австралийския S&P 200. eToro започва да предлага криптовалути като биткойн от 2013 г. и други, сред които Ethereum и Ripple, от 2017 г.
Компанията работи в 140 държави. Към март 2022 г. eToro има 27 милиона потребители и 2,4 милиона финансирани акаунта.

## Маркетинг и разширяване
През август 2018 г. eToro обявява спонсорска сделка със седем отбора от Висшата лига на Обединеното кралство, включително Тотнъм Хотспър, Брайтън и Хоув Албиън, Кардиф Сити, Кристъл Палас, Лестър Сити, Нюкасъл Юнайтед и Саутхемптън. Партньорството продължава за Висшата лига 2019 – 20, като Астън Вила и Евертън се присъединяват в компанията на Саутхемптън, Тотнъм Хотспър, Кристъл Палас и Лестър Сити.
През 2018 г. е обявено, че актьорът от „Игра на тронове“ Кристиан Найрн ще бъде включен в рекламна кампания за eToro. Рекламата е пусната през октомври 2018 г. в Youtube и включва популярния интернет мийм ‘HODL’.

### В САЩ
През март 2019 г. eToro пуска своята потребителска платформа за търговия с криптовалута и своя самостоятелен портфейл за криптовалута. Към 2021 г. предлага 14 криптовалути в 32 щата. Според Techcrunch стратегията за стартиране се корени „във вярата на компанията в огромните пазарни възможности, които съществуват с токенизацията на активите“.